# America (zespół muzyczny)
America – brytyjsko-amerykańskie trio folk rockowe, wykonujące również soft rocka z nurtu Americana. 
Grupa została założona w 1971 w Londynie przez Geralda Beckleya, Deweya Bunnella i Dana Peeka, muzyków zafascynowanych dokonaniami zespołów Crosby, Stills & Nash oraz The Byrds. Styl zespołu America można przyporządkować również do kilku innych muzycznych kategorii wewnątrz zjawiska folk rocka, zwłaszcza do sunshine popu, reprezentowanego przez zespoły takie jak The Mamas and the Papas.

## Historia
America założona została w 1971 w Londynie. Początkowe dokonania grupy utrzymane były w stylistyce supergrupy Crosby, Stills and Nash. Zespół zadebiutował albumem America (1971), na którym znalazły się najsłynniejsze jego kompozycje – „Sandman”, „I Need You” czy „A Horse with No Name”. W 1977 z zespołu odszedł Dan Peek.

## Twórczość
W dorobku zespołu America są utwory takie jak Sandman czy California Dreamin’, które swobodne przechodzą z melancholijnych nastrojów folk rocka, po tajemniczość rocka psychodelicznego. Towarzyszył temu pełen ekspresji śpiew Gerry’ego Bleckleya, głównego wokalisty. Najczęściej jednak muzyka grupy oparta była na pogodnym, elektroakustycznym brzmieniu i łagodnych wokalizach. Charakterystyczne dla zespołu było wykorzystywanie efektów z zakresu muzyki elektronicznej oraz sprawne łączenie stylu folk z lekko popowym brzmieniem. Największym przebojem grupy America jest ballada A Horse with No Name. Inne znane utwory to: Sandman, I Need You, Don't Cross The River czy Everyone I meet is from California.

## Skład
- Gerry Beckley – śpiew, keyboard, gitara elektryczna, gitara basowa, harmonijka, gitara lap steel
- Dewey Bunnell – śpiew, gitara akustyczna i gitara klasyczna
- Dan Peek – śpiew, gitara akustyczna, gitara basowa, keyboards, harmonijka

## Dyskografia
- America (1972)
- Homecoming (1972)
- Hat Trick (1973)
- Holiday (1974)
- Hearts (1975)
- History: America’s Greatest Hits (1975)
- Hideaway (1976)
- Harbor (1977)
- America Live (1977)
- Silent Letter (1979)
- Alibi (1980)
- A View from the Ground (1982)
- The Last Unicorn (soundtrack, 1982)
- Your Move (1983)
- Perspective (1984)
- In Concert (1985)
- Encore: More Greatest Hits (1991)
- Ventura Highway & Other Favorites (1992)
- Hourglass (1994)
- King Biscuit Flower Hour (1995)
- Human Nature (1998)
- Highway 30 Years of America (box set, 2000)
- Holiday Harmony (2002)
- The Grand Cayman Concert (2002)
- Complete Greatest Hits (2002)
- Here & Now (2006)